# Северо-Западная территория (Канада)

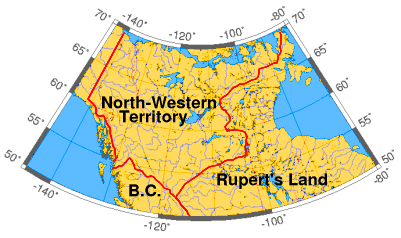
Северо-Западная территория

Северо-Западная территория являлась частью Британской Северной Америки до 1870 года. Названная по местоположению относительно Земли Руперта, эта территория вмещала нынешнюю территорию Юкон, материковую часть Северо-Западных территорий, северо-западную материковую часть территории Нунавут, северо-западную часть провинции Саскачеван, северную Альберту и северную Британская Колумбию.
Неясно, когда точно Великобритания впервые объявила верховную власть над территорией; однако, после того как Франция признала власть Англии над побережьем Гудзонова залива по Утрехтскому мирному договору (1713), Великобритания стала единственной европейской державой с практическим доступом к этой части континента. Компания Гудзонова залива, несмотря на королевскую грамоту, отдающую ей только Землю Руперта, долгое время торговала в этом регионе, пока правительство Северо-Западной территории не закрепило это за компанией в 1859 году. Британцы не делали никаких усилий чтобы закрепить власть над коренным населением в данной местности. В соответствии с Королевской Прокламацией 1763 года, крупные поселения из некоренных жителей были запрещены до тех пор, пока земли не капитулировали по договору.
В 1862 году во время золотой лихорадки, часть Северо-Западной территории отделилась и стала территорией Стикин из-за наплыва американских искателей. Губернатор острова Ванкувер и Британской Колумбии Дуглас объявил о недопущении американских претензий на регион, прибрежная зона которого была в то время частью Русской Америки. На следующий год часть территории Стикин вернулась в состав Северо-Западной территории, когда границы были закреплены и колония Британская Колумбия была расширена до 60-й параллели, что дало ей часть Пис-Ривер, которая не была частью территории Стикин. В 1868 году, вскоре после образования Канадской Конфедерации, Компания Гудзонова залива согласилась отдать свои обширные территории новому доминиону, однако это произошло лишь 15 июля 1870 года. В этот день Северо-Западная территория стала часть свежеобразованных Северо-Западных территорий. В 1880 году Британские Арктические Территории были объявлены канадскими и затем образовали Северо-Западные территории и Нунавут. В 1898 году во время клондайкской золотой лихорадки Территории Юкона были отделены от местности западнее гор Маккензи, так же как и Территория Стикен, во избежание американского нашествия и для более легкого управления.